# Jānis Lūsis
Jānis Lūsis   (Jelgava, 19 de maig de 1939 - Riga, 29 d'abril de 2020) fou un atleta letó, especialista en el llançament de javelina, que va competir sota bandera de la Unió Soviètica durant les dècades de 1960 i 1970.
Durant la seva carrera esportiva va prendre part en quatre edicions dels Jocs Olímpics d'Estiu: el 1964, 1968, 1972 i 1976. En aquestes participacions aconseguí guanyar tres medalles olímpiques, d'or el 1968, de plata el 1972 i de bronze el 1964, mentre que el 1976 fou vuitè.
En el seu palmarès també destaquen quatre medalles d'or al Campionat d'Europa d'atletisme, el 1962, 1966, 1969 i 1971, així com una medalla d'or a les Universíades de 1963. Va ser 12 vegades campió soviètic, de 1962 a 1966, de 1968 a 1973 i el 1976.
Va millorar el rècord mundial en dues ocasions, el 1968 llençant la javelina fins als 91,98 metres i el 1972 quan la va fer arribar fins als 93,80 metres. Va aconseguir els rècords de l'URSS sis vegades i deu vegades el rècord de Letònia. Fou reconegut deu vegades com l'atleta letó més destacat de l'any: 1962, 1963, 1965 a 1969 i de 1971 a 1973.
Una vegada retirat va exercir d'entrenador d'atletisme, primer a l'equip soviètic i des del 1992 i fins al 2000 a l'equip letó. Es va casar amb la també llançadora de javelina i campiona olímpica Elvīra Ozoliņa. El seu fill, Voldemārs Lūsis, també fou un destacat llançador de javelina que va competir als Jocs Olímpics de 2000 i 2004.

## Millors marques
- Llançament de javelina. 93,80 metres (1972)[5]